# Il giro del mondo in 80 giorni (film 2004)
Il giro del mondo in 80 giorni (Around the World in 80 Days) è un film del 2004 diretto da Frank Coraci, interpretato da Jackie Chan, Steve Coogan e Cécile de France, liberamente tratto dal romanzo omonimo di Jules Verne del 1873, prodotto da Walden Media.

## Trama
Nel XIX secolo, a Londra, un cinese ruba una statua sacra del Buddha dalla Banca d'Inghilterra, nella fuga si nasconde su un carro cambiandosi i vestiti e sceso finisce nella villa di Phileas Fogg, brillante ed eccentrico scienziato londinese, ma molto ingenuo. Infatti si lascia convincere che lo sconosciuto sia il suo nuovo maggiordomo francese, che si presenta come Passepartout. Durante la riunione nella Reale Accademia di Londra, Fogg è l'unico non addolorato del furto, anzi dice che serve a dimostrare che la banca doveva essere sorvegliata meglio, ipotizza il tempo in cui il ladro ci impiegherebbe a fuggire dall'Inghilterra (ignaro che è li al suo fianco) e tra un discorso e l'altro teorizza che bastano 80 giorni a fare il giro del mondo, ritenuto pazzo Fogg scommette contro l'arrogante Lord Kelvin, l'attuale direttore (un fervente conservatore convinto che il progresso sia arrivato al capolinea e le invenzioni non servano) di smantellare il suo laboratorio se egli non fosse riuscito a completare il viaggio nel tempo pattuito in cambio del suo posto a capo dell'Academia. Passepartout in realtà è Lao Xin un esperto di arti marziali, che ha rubato la statua per riportarla nel suo villaggio, dopo che gli inglesi se n'erano impossessati, decide di seguire il padrone per tornare prima a casa e per aiutarlo dopo aver scoperto che a parte le sue invenzioni l'uomo è completamente solo.
I due partono ma vengono ostacolati maldestramente dall'inetto ispettore Fix, assoldato da Kelvin in combutta con Fang una potente signora della guerra cinese capo degli Scorpioni Neri, che minacciano il villaggio di Xin.
Arrivati in Francia, ai due si unirà a loro la pittrice Monique La Roche in cerca di ispirazione, il gruppo si ritroverà in volo in mongolfiera dopo essere sfuggiti ad alcuni membri degli Scorpioni, che Passepartout fa credere siano ladri d'arte.
Sul treno per Istanbul, mentre sono soli Monique, che si rivela molto più sveglia, ha capito che Passepartout oltre a non essere per niente francese sapeva chi erano i presunti ladri, l'uomo rivela la verità del furto e del suo viaggio, la donna promette di mantenere il suo segreto in cambio di continuare il viaggio con loro.
A Istanbul il gruppo è invitato dal principe Api, che intende prendere Monique come sua settima moglie, ma riescono a fuggire. Intanto sul treno Passepartout si imbatte in Fix che vede la statua, ma il guerriero riesce a sbatterlo fuori dal treno per sbaglio.
In India Fogg scopre di essere ricercato, ritenendo tutto un malinteso (ignaro che hanno loro la statua) e dopo essere fuggiti agli Scorpioni e alla polizia locale, il gruppo si dirige in Cina, unica regione non ancora colonizzata dall'Inghilterra.
Arrivati in Cina al villaggio di Xin, Fogg scopre la verità e va su tutte le furie per essere stato ingannato da entrambi i suoi compagni. Nel frattempo gli Scorpioni arrivano al villaggio, ma intervengono un gruppo di guerrieri mascherati noti come le Dieci Tigri (di cui si scoprirà che Xin ne è membro e che sono la sua famiglia) che hanno la meglio sugli invasori, Xin fa promettere al loro capo di lasciare in pace il villaggio, per poi andarsene.
Rimessa la statua a posto, Fogg continua da solo, ma arrivato in America viene subito ingannato da una truffatrice che finge una slogatura per rubargli le borse, lasciandolo senza niente.
Un paio di giorni dopo, ridotto a barbone, viene raggiunto da Xin e Monique, i due vogliono aiutarlo lo stesso e la ragazza rivela di amarlo, intanto tutti vengono a sapere della loro impresa.
A New York, il gruppo finisce in una trappola di Fang. Infatti se Fogg perde la scommessa Kelvin le fornirà sostegno militare nell'invadere la Cina, ma riescono a sconfiggerla assieme ai suoi uomini, perdendo la nave per Londra.
Salpati con la nave successiva, il gruppo capisce di essere troppo in ritardo sulla tabella di marcia, fino a che Fogg non decide di costruire una macchina volante coi pezzi della nave e arrivare in tempo. La macchina funziona e, dopo un rocambolesco atterraggio, e tre giungono davanti agli scalini dell'Accademia. Kelvin, però, li fa fermare giusto in tempo perché scocchino le campane del mezzogiorno. Fortunatamente, intervengono prima l'ispettore Fix, che rivela a tutti il piano tra lui e Kelvin, e poi la Regina Vittoria, che essendo stata informata dell'abuso di potere e i reati compiuti da Kelvin, fa arrestare quest'ultimo. La sovrana, quindi, dopo essersi complimentata con Fogg per la sua invenzione, gli fa presente che il gruppo, in realtà, non ha fallito l'impresa: avendo viaggiato da ovest verso est, i tre hanno guadagnato un giorno, per cui possono correre sui gradini dell'accademia, vincendo la sfida. Così Fogg diventa il nuovo Ministro delle Scienze, acclamato da Passepartout, Monique (con cui si scambia un appassionato bacio), l'ispettore Fix e la regina, la quale aveva anche lei puntato dei soldi sulla vittoria dello strampalato, ma geniale inventore.

## Produzione
Il film è stato girato soprattutto in Germania a Berlino; alcuni set berlinesi sono stati il Castello di Charlottenburg e Gendarmenmarkt, a Potsdam il Filmmuseum, il Babelsberg e l'Orangerie del Palazzo di Sanssouci. Altri set tedeschi erano in Sassonia, nella Svizzera sassone, la fortezza di Königstein e Görlitz. Il resto del film è stato girato in Cina, Thailandia, New York e San Francisco.

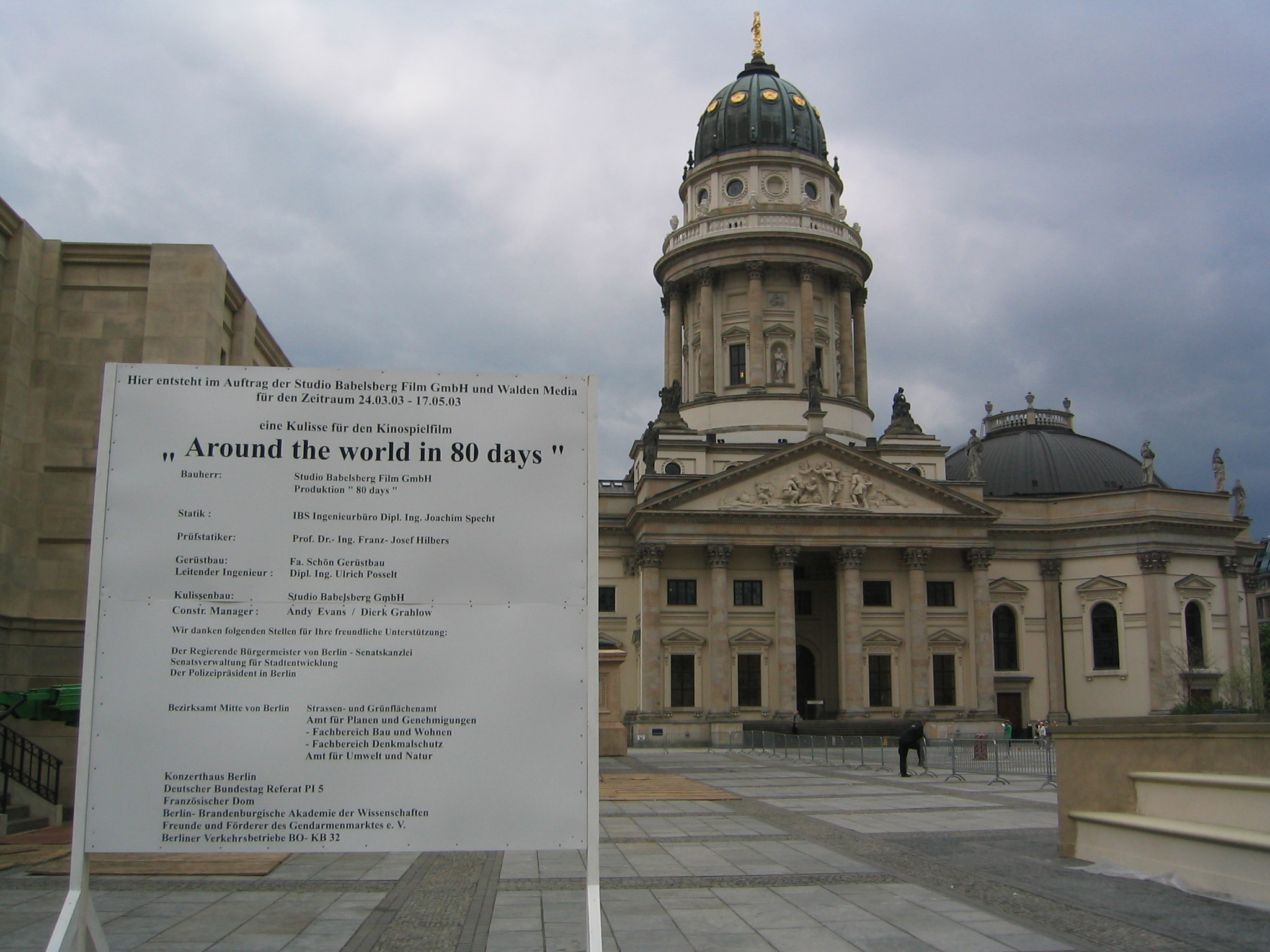
Cartello per le riprese del film alla Gendarmenmarkt di Berlino che nel film è la Borsa di Londra.

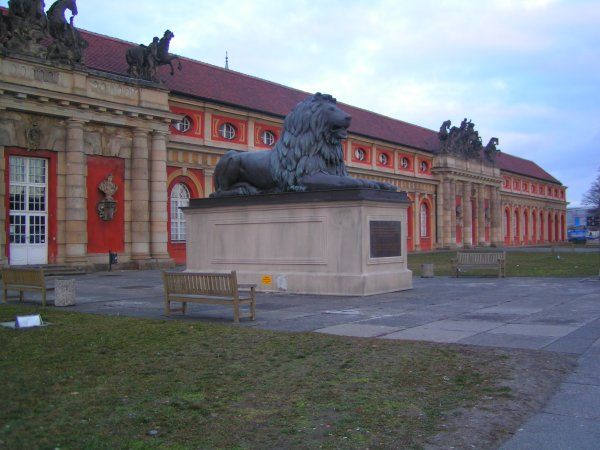
Il Filmmuseum di Potsdam che nel film è la Banca d'Inghilterra.

## Accoglienza

### Incassi
Con un budget stimato in 110 milioni di dollari, il film si è rivelato un flop, avendo incassato complessivamente 72 178 895 $; di cui solo 24 008 137 $ negli Stati Uniti.

### Critica
Il film ha ricevuto durante l'edizione dei Razzie Awards 2004 una candidatura come peggior attore non protagonista per Arnold Schwarzenegger e una per peggiore remake o sequel.